# Schlacht von Musa Qala
Die Schlacht von Musa Qala (auch Qaleh oder Qal'eh) war eine von Großbritannien angeführte Militäraktion in der südafghanischen Provinz Helmand. Die Mission wurde am 7. Dezember 2007 von der afghanischen Nationalarmee und der International Security Assistance Force (ISAF) gegen die Taliban gestartet. Nach drei Tagen intensiver Kämpfe zogen sich die Taliban am 10. Dezember in die Berge zurück. Musa Qala wurde am 12. Dezember offiziell als erobert gemeldet, als afghanische Armeetruppen in die Innenstadt eindrangen.
Die Operation hatte den Codenamen snakepit (Paschtu: Mar Kardad). Der ISAF-Oberbefehlshaber General Dan K. McNeill und andere hochrangige Offiziere stimmten dem Angriff am 17. November 2007 zu. Zuvor war die Stadt 9 Monate unter Kontrolle der Taliban, nachdem die ISAF-Truppen die Stadt Ende 2006 verlassen hatten.
Es war die erste Schlacht im Krieg in Afghanistan, in der afghanische Armeeeinheiten die Hauptkampftruppe waren. Aussagen des britischen Verteidigungsministeriums (MOD) betonten, dass die Operation von Afghanistan geführt wurde. Die Fähigkeit afghanischer Einheiten ohne NATO-Kontrolle wurde während der Schlacht allerdings in Frage gestellt.

## Hintergrund
Musa Qala ist eine Stadt mit etwa 15.000 bis 20.000 Einwohnern. In der näheren Umgebung leben weitere 25.000 Menschen. ISAF-Streitkräfte wurden erstmals Mitte Juni 2006 in der Stadt eingesetzt. Die Aufgabe bestand darin, die Bezirkszentren von Nordhelmand auf Ersuchen des Provinzgouverneurs Mohammed Daoud mit kleinen Abteilungen britischer ISAF-Truppen zu schützen. Dieser Schritt stieß auf unerwartet heftigen Widerstand der Taliban und lokaler Stammesangehöriger. Eine isolierte britische Garnison befand sich lange Zeit unter Belagerung und ständigem Angriff. Die Garnison konnte erst nach einer Militäroperation befreit werden.
Die Kämpfe endeten im Oktober 2006, als die Kontrolle über die Stadt an lokale Stammesälteste abgegeben wurde. Nach dem Abkommen sollten sich weder britische Soldaten noch Taliban-Kämpfer in Musa Qala aufhalten. Zu dieser Zeit kritisierte ein britischer Offizier, dass es wahrscheinlich sei, dass sich die Taliban nicht an das Abkommen halten. Im Februar 2007 brachen die Islamisten das Abkommen und überrannten die Stadt mit 200 bis 300 Kämpfern. Auf dieser Aktion folgte ein US-Luftangriff, der die Militanten erzürnte. Der Bruder eines Taliban-Kommandanten und 20 Anhänger wurden bei dem Angriff getötet. Vermutlich wurde der Waffenstillstand wegen der Stammespolitik, Religion und Geld aus dem Opiumhandel gebrochen. Die Stadt liegt in einem großen Anbaugebiet für Schlafmohn, welches für Opiate benötigt wird. Ein Journalist der BBC berichtete, dass Musa Qala das Zentrum des Heroinhandels in Afghanistan sei. Die Regierung behauptete, sie könnten die Stadt innerhalb von 24 Stunden zurückerobern. Dieser Plan wurde allerdings verworfen, um zivile Opfer zu vermeiden.
Musa Qala war die einzige bedeutende Stadt, die zum Zeitpunkt des Angriffs von den Taliban besetzt war. Die Besetzer hatten ihren Einwohnern strenge Regel auferlegt. Es wurden spezielle Tribunale eingerichtet, die Steinigungs-, Amputations- oder Todesstrafen verhängten. Diese Strafen wurden gegen ihre Feinde und denen, die sich nicht an die Scharia halten angesetzt. Die Taliban erhoben auch Steuern, schlossen Schulen und zwangen einheimische Männer zum Kampf. Männer wurden angegriffen, weil sie keinen Bart trugen, Musik wurde verboten und Frauen bestraft, weil sie keine Burka trugen.

## Verlauf

### Auftakt

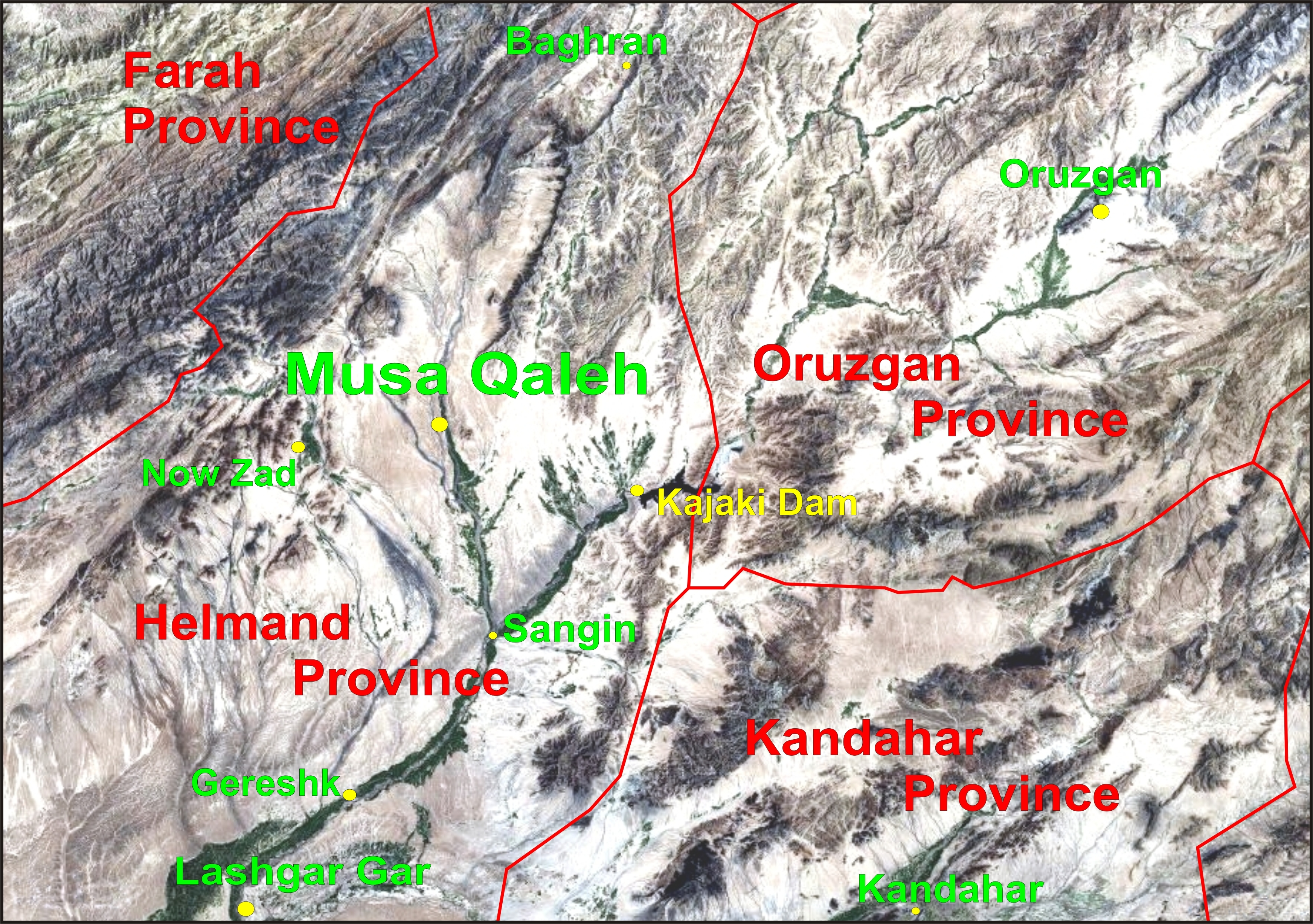
Lage von Musa Qala

Im Vorfeld des Angriffs auf Musa Qala lieferten Mitglieder der Brigade Reconnaissance Force wichtige Informationen für die bevorstehende Operation. Das militärische Manöver wurde schon Wochen vor dem Angriff vorbereitet, so wurden Truppen und Vorräte in die Provinz geflogen. Am 2. November begannen britische Streitkräfte Aufklärungspatrouillen, um sich auf den Angriff vorzubereiten. Mitte des Monats berichtete das Verteidigungsministerium, dass Truppen der Brigade Reconnaissance Force (BRF), 40 Commando Royal Marines und die Right Flank Company der Scots Guards außerhalb der Stadt patrouillierten, um die Taliban zu verwirren und ihre Versorgungswege zu stören.
In den Tagen vor dem Angriff drangen Aufklärungspatrouillen bis zu 2,4 km in das Stadtzentrum von Musa Qala ein. Hunderte von Familien sollen vor dem bevorstehenden Angriff geflohen sein, nachdem die Koalition zur Warnung Flugblätter abgeworfen hatte. Darüber hinaus sicherte die Koalition das Einverständnis eines kritischen Stammesführers, Mullah Abdul Salaam, der unter der Herrschaft der Taliban Gouverneur der Provinz Urusgan gewesen war. Salaam, ein Anführer des Alizai-Stammes, soll bereits im Oktober 2007 mit der Koalition verhandelt haben, was zu einem Riss innerhalb der Taliban führte. Sein Überlaufen wurde vom afghanischen Präsidenten Hamid Karzai persönlich gesucht, da Salaams Männer ein Drittel der Taliban-Truppen in der Stadt ausmachten. Es ist jedoch unklar, ob diese Soldaten nach dem Abkommen auf der Seite der ISAF kämpften oder sich einfach aus dem Kampf heraushielten.
Vor der Schlacht sollen 2000 Militante in der Stadt gewesen sein. Eine ähnliche Behauptung von 2.050 „voll bewaffneten Kämpfern“ wurde Ende November von Enqiadi, einem Taliban-Kommandeur, aufgestellt. Zu dieser Zeit schien Enqiadi zuversichtlich, dass die gesamte Provinz Helmand im Winter 2007/08 den Taliban zum Opfer fallen würde. Nachfolgende Schätzungen der ISAF reduzierten die Anzahl auf maximal zwei bis dreihundert Taliban-Kämpfer.

### Hauptangriff

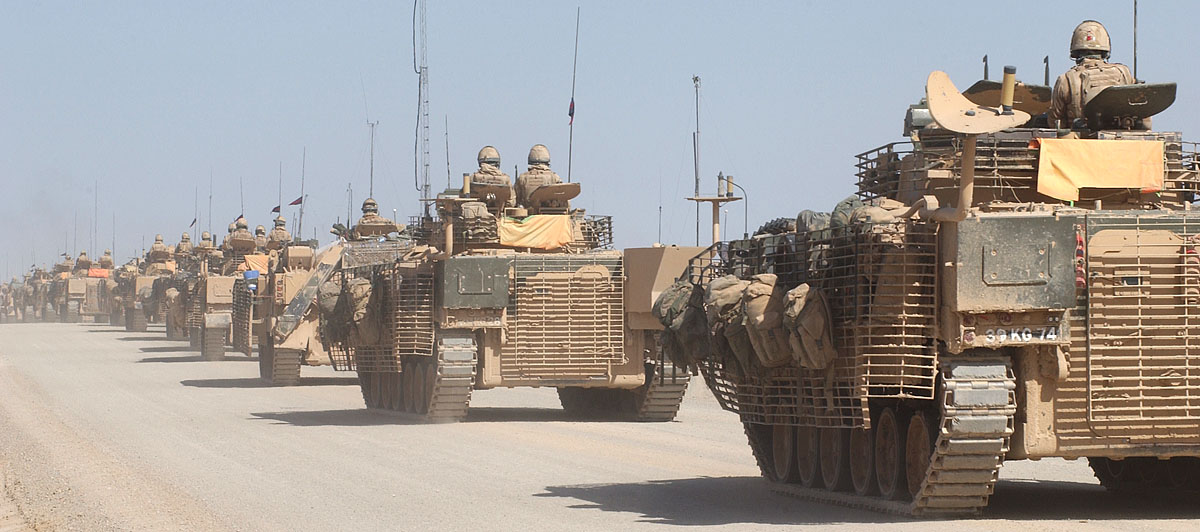
Ein Konvoi von Warrior Panzern der Scots Guards patrouillieren in der Nähe von Musa Qala

Der Hauptangriff auf Musa Qala begann am 7. Dezember um 16 Uhr. Berichten zufolge wurden am Anfang mehrere Taliban bei US-Luftangriffen getötet. Am Abend wurden rund 600 amerikanische Soldaten der 82nd Airborne Division in 19 Hubschraubern nördlich der Stadt abgesetzt. Chinook- und Blackhawk-Hubschrauber, die von Apache Kampfhubschraubern eskortiert wurden, waren an dem Angriff beteiligt. Während der Nacht durchbrachen die Fallschirmjäger die Schützengräben der Taliban und gruben Verteidigungsstellungen aus, um den Weg für weitere Bodentruppen freizumachen. Während des Angriffs fiel ein Motor eines Apache Helikopters aus, nachdem dieser von Bodenfeuer getroffen wurde. Der Pilot konnte allerdings sicher Notlanden. Mehr als 2.000 britische Truppen der Helmand Task Force (damals unter der Leitung der 52. Infanterie-Brigade), darunter Scots Guards, Brigade Reconnaissance Force, gebildet von 4/73 Special OP Bty & 2 YORKS, Household Cavalry und Royal Marines von 40. Commando wurden an der Operation beteiligt. Britische Truppen errichteten eine Absperrung um die Stadt und begannen mit afghanischen Soldaten einen Vormarsch aus dem Süden, Westen und Osten. Dänische und estnische Truppen waren ebenfalls an dem ersten Angriff beteiligt.
Während britische und afghanische Soldaten ihren Vormarsch am nächsten Tag fortsetzten, griffen US-Luftstreitkräfte wiederholt die Taliban an, um zahlreiche Flugabwehrpositionen zu zerstören. Eine der Hauptgefahren für die Koalitionskräfte waren Minenfelder, die rund um die Stellungen der Taliban verteilt waren. Der Angriff machte dennoch Fortschritte. Das afghanische Verteidigungsministerium berichtete: „Bei dieser Operation wurden bisher 12 Terroristen getötet, einer gefangen genommen und eine Reihe von Waffen und Munition beschlagnahmt.“ Ein britischer Soldat, Sergeant Lee Johnson vom 2. Bataillon Das Yorkshire Regiment (Green Howards) wurde kurz nach 10 Uhr getötet, als sein Fahrzeug über eine Mine fuhr. Ein anderer Soldat wurde bei der Explosion schwer verletzt.
Die Islamisten nahmen am 9. Dezember neue Positionen ein, um die Stadt zu verteidigen. Taliban-Quellen schlugen zu der Zeit vor, dass Militante aus nahe gelegenen Gebieten die Kämpfer unterstützen sollen. Die Kämpfe dauerten den ganzen Tag und Minen, die die Aufständischen gesetzt haben, forderten den Tod eines amerikanischen Soldaten.

### Rückzug der Taliban
Am 10. Dezember berichteten Nachrichtenagenturen, dass sich die Taliban aus dem Gebiet zurückgezogen hatten und die afghanische Armee und die ISAF-Streitkräfte die Kontrolle über die Stadt besitzen.  Die britische MOD war zu dieser Zeit vorsichtiger und teilte mit, dass "stetige Fortschritte" erzielt wurden. Dennoch sagte die afghanische Regierung, dass die Koalition die Stadt „vollständig erobert“ habe. Die NATO bestätigte dies erst am 11. Dezember. Die afghanischen Truppen wurden zum letzten Vorstoß in die Stadt geschickt und waren am 11. Dezember im Stadtzentrum, was ihre Fähigkeit symbolisiert, die Taliban selbst zu bekämpfen und zu besiegen. Oberstleutnant Richard Eaton, Sprecher der Task Force Helmand, beschrieb über die Rückeroberung der Stadt:
Die aktuelle Situation in Musa Qaleh ist, dass es sich unter der afghanischen Flagge befindet ... Heute Morgen [12. Dezember 2007] wurden unsere Operationen zur Entlastung und Rückeroberung von Musa Qaleh abgeschlossen. Die letzte Phase war ein Angriff der afghanischen Armee auf Musa Qaleh. Die Zusammenarbeit mit den afghanischen Truppen war in der Tat sehr gut. General Muhayadan war maßgeblich an der Planung beteiligt. Er verlegte sein Planungsteam, um mit der Brigade des Hauptquartiers 52 in Laschkar Gar zusammenzuarbeiten.
Brigadier Andrew Mackay, Kommandeur der Helmand Task Force, betonte, dass der Plan der Koalition die weniger engagierten lokalen Kämpfer - die sogenannten „Tier 2“ Taliban - ermutigte, sich von den ideologisch motivierteren Militanten zu lösen. Diese Strategie war möglicherweise erfolgreich. Der afghanische Präsident Hamid Karzai erklärte, er sei von Taliban Mitgliedern angesprochen worden, die nach einer Reihe von aufständischen Forderungen gegen Zivilisten die Seiten tauschen wollten. Präzise Opferzahlen der Taliban wurden nicht gemeldet, obwohl das afghanische Verteidigungsministerium Hunderte von Toten und Inhaftierten vorschlug. Die Aufständischen behaupteten, 17 afghanische und ISAF Soldaten seien getötet worden. Außerdem beschuldigten sie die Briten mindestens 40 Zivilisten getötet zu haben.

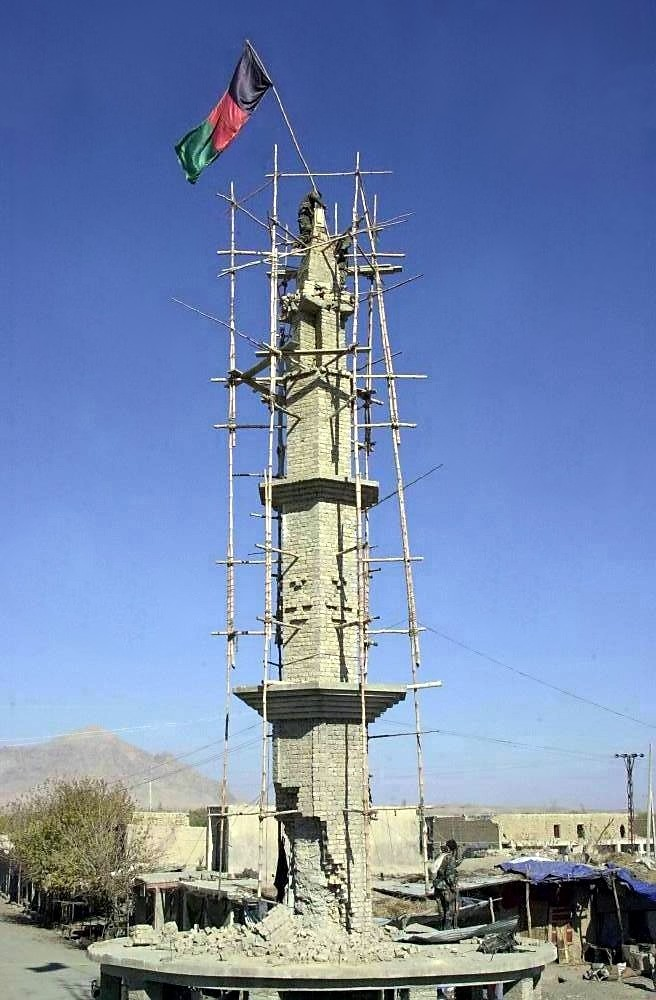
Nach der Rückeroberung wurde die afghanische Flagge über dem höchsten Punkt gehisst

Obwohl die Auseinandersetzungen in den ersten Tagen heftig waren, führte die Schlacht nicht zu dem gefürchteten Häuserkampf. Die Taliban zogen sich weitgehend ohne langwierigen Widerstand zurück. Schlechte Wetterbedingungen wie Nebel, haben es den Taliban möglicherweise ermöglicht, sich zurückzuziehen. Sprecher der Aufständischen behaupteten, dass sie sich nur zurückziehen, um die Zivilisten vor dem US Luftangriffen zu schützen. Als das Stadtzentrum erreicht war, erwiesen sich die Kämpfe als „unauffällig“. Ein hochrangiger US-Offizier sagte: „Das städtische Zentrum von Musa Qala [entsetzte sich nicht], es war nicht wesentlich verbarrikadiert.“ Der letzte Vormarsch der afghanischen Armee auf dem Hauptbasar der Stadt wurde physisch von einem Advanced Search Team der Royal Engineers der britischen Armee geleitet, gefolgt von der Kampfmittelbeseitigung und der wichtigsten afghanischen Truppe, die ihre Flagge für die Weltpresse hisste.

## Nachwirkungen
Britische Offiziere äußerten sich zufrieden darüber, dass Musa Qala zurückerobert worden war, ohne dass Artilleriegeschosse oder Bomben die Stadt selbst getroffen hatten. Sie räumten jedoch ein, dass die Taliban nicht endgültig besiegt worden waren und wahrscheinlich „einen weiteren Versuch“ unternehmen werden, um die Region zu übernehmen. Es wurde angenommen, dass Taliban-Kämpfer nach der Niederlage wieder in die lokale Landbevölkerung untertauchten. In den Tagen nach der Schlacht wurden Gegenangriffe auf die Stadt erwartet und Koalitionsbeamte schlugen vor, dass Verteidigung notwendig sein würde. Die britischen Streitkräfte planten, Musa Qala weiter zu verteidigen, die Kontrolle über die Stadt sollten allerdings die afghanischen Soldaten übernehmen.
Der britische Premierminister Gordon Brown war zum Zeitpunkt des Angriffs in Helmand und besuchte die Soldaten im Camp Bastion. Er sagte, dass der Erfolg in Musa Qala einen Schritt in Richtung afghanischen Friedens bedeuten würde und versprach weitere Hilfe beim Wiederaufbau. Die Koalition und die afghanische Regierung planten den Bau einer Moschee, den Wiederaufbau des Bezirkszentrums, Polizeigebäudes, Schulen und die Reparatur der Elektrizitätsinfrastruktur. Der Gouverneur von Helmand, Assadullah Wafa, sagte, eine Delegation werde Musa Qala besuchen, um unmittelbar nach der Schlacht 5.000 Tonnen Hilfe an zurückkehrende Zivilisten zu verteilen. Am 26. Dezember zogen Ingenieure des 69. Gurkha Field Squadron, 36 Engineer Regiment, nach Musa Qala und begannen mit dem Wiederaufbau des Bezirkszentrums. Ihre Aufgabe umfasst den Bau eines Begrenzungszauns aus Schanzkörben und Sangars (Wachtürme) aus Sandsäcken.
Nach der Schlacht wurden Gegenstände der Taliban beschlagnahmt. Am 13. Dezember fanden britische und afghanische Armeeeinheiten Bombenfabriken und Waffenlager am Stadtrand. Zur gleichen Zeit kehrten die ersten Zivilisten in die Region zurück, einige berichteten über Bestrafungen der Taliban und aktiver pakistanischer und arabischer Dschihadisten. Eine neue Strategie der Briten bestand darin, Drogenbarone, deren Handeln die Aufständischen unterstützt, mit militärischer Gewalt einzudämmen. Am 16. Dezember verbrannten britische Truppen Heroin im Wert von schätzungsweise 150 bis 200 Millionen Pfund (ca. 165 – 225 Millionen €), das in einer Drogenfabrik und anderen Gebäuden in Musa Qala gefunden worden war.
Für die afghanische Armee und die ISAF hatte die Eroberung einen wichtigen strategischen Zweck. Die Taliban Operationen im Südwesten Afghanistans wurden unterdrückt und die gewonnene Schlacht war ein Symbol der Stärke der Koalition. Laut britischen Beamten hatte die Stadt ikonische Ausmaße angenommen. Die Taliban genossen jedoch trotz ihrer Gräueltaten weiterhin erhebliche zivile Unterstützung, was die Eroberung der Region schwierig machte. Truppenmangel hat es der NATO schwer gemacht, Gebiete zu halten, die von den Taliban im Süden Afghanistans bereinigt worden sind.
Die Rückkehr der Zivilbevölkerung in die Stadt verlief schleppend. Am 16. Dezember waren die Geschäfte noch immer geschlossen. Die Berichte über zivile Opfer waren widersprüchlich: Ein Bewohner behauptete, 15 Leichen in einer einzigen Straße gesehen zu haben, ein anderer behauptete seine Familie sei unter Trümmern gestorben. Die Koalition wies solche Behauptungen zurück und gab nur zu, dass möglicherweise zwei Kinder verletzt oder getötet worden waren, als ein Auto, das während der Schlacht mit hoher Geschwindigkeit auf ISAF-Truppen zufuhr umkippte, als der Fahrer erschossen wurde.
Die Koalition und die afghanischen Behörden setzten ihre Bemühungen fort, die Sympathisanten der Taliban auf ihre Seite zu ziehen. Eine „Fehlkommunikation zwischen Behörden“ führte jedoch zu Spannungen. Ende Dezember wurden zwei westliche Diplomaten aus Afghanistan ausgewiesen. Gouverneur Assadullah Wafa beschuldigte sie, geheime Gespräche mit den Taliban geführt zu haben, um sie zu Bestechen. Die geheimen Gespräche wurden von einem UN-Sprecher als Missverständnis abgelehnt. Im Januar 2008 wurde Mullah Abdul Salaam von der afghanischen Regierung zum Gouverneur des Distrikts Musa Qala ernannt, um andere Taliban-Kommandeure zum Seitenwechsel zu ermutigen.